# Luxembourg Song Contest 2024
Der Luxembourg Song Contest 2024 fand am 27. Januar 2024 in Esch an der Alzette statt und war die luxemburgische Vorentscheidung zum Eurovision Song Contest 2024 in Malmö (Schweden). Es war die erste nationale Vorentscheidung in Luxemburg seit 1978, bei der sowohl Interpret als auch Lied ausgewählt wurden. Die Sängerin Tali gewann das Finale mit ihrem Lied Fighter.

## Format

### Konzept
Am 12. Mai 2023 gab RTL Télé Lëtzebuerg bekannt, dass es nach 31-jähriger Abwesenheit zum Eurovision Song Contest zurückkehren werde. Am 3. Juli 2023 wurde schließlich bekanntgegeben, dass man einen nationalen Vorentscheid abhalten werde.
Die Abstimmung beim Vorentscheid erfolgte durch ein kombiniertes Jury- und Onlinevoting. Die Jury bestand dabei aus Repräsentanten acht verschiedener Länder. Im Rahmen des Onlinevotings konnten auch Zuseher außerhalb Luxemburgs abstimmen, wobei jeder Zuseher über 20 Stimmen verfügte.
RTL Télé Lëtzebuerg strahlte die Sendung mit luxemburgischem, RTL Infos mit französischem und RTL Today mit englischem Kommentar aus.

### Beitragswahl
Zwischen dem 3. Juli und dem 1. Oktober 2023 wurden Bewerbungen akzeptiert. Um teilnehmen zu können, musste eines der folgenden Kriterien erfüllt sein:
- Luxemburgischer Staatsbürger sein
- In den letzten 3 Jahren seinen Hauptwohnsitz in Luxemburg gehabt haben
- Eine enge kulturelle Verbindung zur luxemburgischen Musikszene vorweisen.

Bewerben konnten sich sowohl Musiker mit einem Lied als auch Musiker ohne eigenes Lied sowie Komponisten ohne Interpreten. Es konnten maximal drei Lieder pro Bewerber eingereicht werden. Eine Vorgabe bezüglich der Sprache der eingereichten Beiträge bestand nicht.
Die eingereichten Bewerbungen wurden von einer Expertenjury gesichtet und so die Teilnehmer für die Vorentscheidung ausgewählt. Für die Interpreten, die sich ohne eigenes Lied beworben hatten, fand diese Vorauswahl am 21. und 22. Juli 2023 statt. Die Jury dieser Vorauswahl bestand aus Jules Serrig, Jenny Fischbach, Sandra Bintz, Eric Lehmann sowie Sam Steen (nur Freitag) und David Gloesener (nur Samstag).
Insgesamt wurden 459 Beiträge von 300 Künstlern eingereicht, unter anderem auch von Ralph Siegel, welcher die Beiträge Luxemburgs in den Jahren 1974, 1980 und 1985 komponierte.
Zwischen dem 22. November und 24. November 2023 fanden die letzten Runden der Beitragswahl statt, wobei 50 Künstler mit insgesamt 70 Liedern daran teilnahmen. Diese wurden von einer internationalen Fachjury bewertet. Diese Jury bestand aus folgenden Mitgliedern:
- / Alexandros Panagis – Teilnehmer am Eurovision Song Contest 1995, Vocal Coach, Vorsitzender der Jury[12]
- Christer Björkman – Teilnehmer am Eurovision Song Contest 1992, Executive Producer des Eurovision Song Contest 2013, 2016 und 2024
- Cesár Sampson – Teilnehmer am Eurovision Song Contest 2018
- Jan Bors – ehemaliger tschechischer Delegationsleiter
- Tali Eshkoli – Produzentin des Eurovision Song Contest 2019

### Moderation
Als Moderatoren wurden Désirée Nosbusch, Melody Funck, Raoul Roos und Loïc Juchem am 23. Januar 2024 vorgestellt. Nosbusch moderierte bereits im Jahr 1984 den Eurovision Song Contest, als dieser zuletzt in Luxemburg stattfand.

## Teilnehmer
Die Teilnehmer wurden am 11. Dezember 2023 im Rahmen des RTL Weckers vorgestellt. Ihre Lieder wurden am 9. Januar 2024 veröffentlicht.

## Finale
Das Finale fand am 27. Januar 2024 um 20:00 Uhr (MEZ) statt. Drei Beiträge qualifizierten sich für das Superfinale.
| Platz | Startnr. | Interpret       | Lied Musik (M) und Text (T)                                                                         | Sprache               | Übersetzung (inoffiziell)   | Juryvoting | Onlinevoting | Gesamt |
| ----- | -------- | --------------- | --------------------------------------------------------------------------------------------------- | --------------------- | --------------------------- | ---------- | ------------ | ------ |
| 1.    | 8        | Tali            | Fighter M: Dardust, Manon Romiti, Ana Zimmer; T: Manon Romiti, Silvio Lisbonne, Ana Zimmer          | Englisch, Französisch | Kämpfer                     | 94         | 88           | 182    |
| 2.    | 6        | Krick           | Drowning in the Rain M/T: Elsa Søllesvik, Andreas Stone Johansson, Tom Oehler                       | Englisch              | Im Regen ertrinkend         | 74         | 74           | 148    |
| 3.    | 1        | Joel Marques    | Believer M/T: Marvin Dupré, Clément Mouillard, Brice Lebel                                          | Englisch              | Gläubiger                   | 44         | 59           | 103    |
| 4.    | 3        | Naomi Ayé       | Paumée sur terre M: Manon Romiti, Silvio Lisbonne, Eddy Pradelles; T: Manon Romiti, Silvio Lisbonne | Französisch           | Verloren auf der Erde       | 58         | 19           | 77     |
| 5.    | 4        | Angy & Rafa Ela | Drop M/T: Angy Sciacqua, Martin Kleveland, Siv Marit Egseth                                         | Englisch              | Tropfen                     | 30         | 22           | 52     |
| 6.    | 5        | One Last Time   | Devil in the Detail M/T: Jonas Holteberg Jensen, Albin Fredy Ljungqvist, Bruce R. F. Smith          | Englisch              | Der Teufel steckt im Detail | 18         | 29           | 47     |
| 7.    | 2        | Edsun           | Finally Alive M/T: Edson Pires Domingos, Sergio Manique, Jana Bahrich                               | Englisch              | Endlich lebendig            | 16         | 17           | 33     |
| 8.    | 7        | CHAiLD          | Hold On M/T: Jimmy Jansson, Thomas G:son, Peter Boström                                             | Englisch              | Festhalten                  | 2          | 27           | 29     |

 Kandidat hat sich für das Superfinale qualifiziert.

### Superfinale
| Platz | Interpret    | Lied Musik (M) und Text (T)                                                                | Sprache               | Übersetzung (inoffiziell) | Juryvoting | Juryvoting | Juryvoting | Juryvoting | Juryvoting | Juryvoting | Juryvoting | Juryvoting | Juryvoting | Onlinevoting | Gesamt |
| Platz | Interpret    | Lied Musik (M) und Text (T)                                                                | Sprache               | Übersetzung (inoffiziell) | GB         | CY         | BE         | SL         | DE         | PT         | FR         | SE         | Punkte     | Onlinevoting | Gesamt |
| ----- | ------------ | ------------------------------------------------------------------------------------------ | --------------------- | ------------------------- | ---------- | ---------- | ---------- | ---------- | ---------- | ---------- | ---------- | ---------- | ---------- | ------------ | ------ |
| 1.    | Tali         | Fighter M: Dardust, Manon Romiti, Ana Zimmer; T: Manon Romiti, Silvio Lisbonne, Ana Zimmer | Englisch, Französisch | Kämpfer                   | 12         | 12         | 12         | 12         | 10         | 12         | 12         | 12         | 94         | 84           | 178    |
| 2.    | Krick        | Drowning in the Rain M/T: Elsa Søllesvik, Andreas Stone Johansson, Tom Oehler              | Englisch              | Im Regen ertrinkend       | 10         | 10         | 8          | 10         | 12         | 10         | 10         | 10         | 80         | 85           | 165    |
| 3.    | Joel Marques | Believer M/T: Marvin Dupré, Clément Mouillard, Brice Lebel                                 | Englisch              | Gläubiger                 | 8          | 8          | 10         | 8          | 8          | 8          | 8          | 8          | 66         | 70           | 136    |

| Vereinigtes Königreich | AJ Bentley                            | Jack Francis Hawitt                  | Emma Stevens         | Ross Gautreau      | Juliet Russel     |
| Zypern                 | Gore Melian                           | Argyro Christodoulidou               | Andri Aggelidou      | Nikos Evangelou    | Kypros Karaviotis |
| Belgien                | Laura Groeseneken                     | Joël Habay                           | Alexandre Germys     | Tiffany Baworowski | Marie Benmokaddem |
| Slowenien              | Tinkara Kovač                         | Miha Gorse                           | Jernej Dirnbek       | Nikola Sekulovic   | Ursa Vlasic       |
| Deutschland            | Uwe Kanthak                           | Lukas Heinser                        | Peter Urban          | Alina Stiegler     | Chris Harms       |
| Portugal               | Ana Carina Fernandes Jorge de Almeida | Ana Margarida Lains da Silva Augusto | Pedro Granger        | Pedro Penim        | Ana Goncalves     |
| Frankreich             | Julien Tchobanoff                     | Hédia Charni                         | Antoine Gouiffes-Yan | Julien Gonçalves   | Roberto Ciurleo   |
| Schweden               | Isa Tengblad                          | Marianne Grönvall                    | Oscar Zia            | Emelie Fjällström  | Arantxa Álvarez   |

Kursiv geschriebene Personen waren Punktesprecher im Finale.